# 黄定
黄定（1133年—1186年），字泰之，号龙屿，晚号巩溪居士，福州永福县一都龙屿村（今福清市一都镇）人，南宋政治人物、诗人，乾道八年状元，为福清市历史上唯一一位文状元。黄龟年堂侄孙。

## 生平
黄定少年时在乡里苦学经史文章，二十八岁考取补太学生，入临安国子监进修。乾道七年（1171）年考取预荐，乾道八年（1172年）在会试的廷试对策中，他就南宋和金国对峙的局势提出“以大有为之时，为改过之日月”、“虽有无我之量而累于自喜，虽有知人之明而累于自是。何不因群情之所共违，而察一已之所独向”，受到宋孝宗赵昚赏识，被擢为殿试第一名。后授广东潮州知府，在民生方面颇有建树，去职后潮州人还将其祀于州祠中。后来直显谟阁任广东提举，不久又升任国子监祭酒。

## 身后
黄定死后祀于永福县乡贤祠，葬于故乡下倪山。

## 著作
黄定精于词作，写有《二集》二卷、《凤城词》一卷，但已失传。